# Ocskay Alajos
Ocskói Ocskay Alajos (Ocskó, 1821. – Verbó, 1893. május 9.) birtokos. 

## Élete
Mikor a pesti egyetemről ocskói birtokára visszatért, rögtön azokhoz csatlakozott, akik Nyitra megyében az új eszmék hirdetői voltak. Már 1848 előtt részt vett a Balogh János által indított mozgalomban. 1848-ban sietett felajánlani szolgálatait a magyar kormánynak és Dembinszkytől, mint a felvidéki hadsereg parancsnokától, fontos megbízással küldetett Czartoriszky Ádám György herceghez. Célja volt ennek a küldetésnek a lengyeleket a magyar felkeléshez való csatlakozásra bírni és általában olyan módot megállapítani, mellyel a szlávokat meg lehetne nyerni az abszolutizmus ellen való harcra. Nagy viszontagságok után jutott el Ocskay nejével Galiciába, levelet is hozott a hercegtől Dembinszkyhez, de a bekövetkezett események nem kedveztek a nagy terveknek. Később jólétének egyensúlya megingott és ocskói ősi birtokát eladta Springer bárónak. Öregségét csendes visszavonultságban töltötte Verbón. Rokona volt a regényes életű Benyovszky Móricnak, akiről családi emlékek alapján azt állította, hogy végül Texasba vándorolt és ott is halt meg.
Emlékei gazdag tárházából sok érdekes visszaemlékezést tett közzé, különösen a régi megyei életből.